# خون‌بها (فیلم ۲۰۱۷)
خون‌بها (به انگلیسی: Blood Money)یک فیلم جنایی و دلهره‌آور آمریکایی محصول سال ۲۰۱۷ به کارگردانی لاکی مک‌کی است. در این فیلم بازیگرانی همچون جان کیوسک، الار کولترین، ویلا فیتزجرالد، جیکوب آرتیست و ند بلامی ایفای نقش کرده‌اند.

## داستان
گروهی در جریان یک گردش بیرون شهر چند کیف پر از پول را پیدا می‌کنند. اما بی‌خبر از اینکه صاحب اصلی این پول‌ها فردی خطرناک می‌باشد و به دنبال کیف‌اش هست.